# Alicia Gironella De’Angeli
Alicia Gironella De'Angeli (Ciudad de México, 18 de enero de 1931 - Ciudad de México, 1 de febrero de 2024) fue una chef e investigadora gastronómica mexicana.

## Biografía
Hija de padre catalán y madre yucateca, nació en la Ciudad de México el 18 de enero de 1931. Fue hermana del reconocido artista plástico Alberto Gironella. Fue esposa de Jorge De'Angeli, con quien fundó en 1971 el restaurante El Tajín, en Coyoacán. Publicó varios libros de cocina especializados en la tradición culinaria mexicana y la comida de los pueblos indígenas.
Fue miembro de la Academia Culinaria de Francia, del Vatel Club México y de la Asociación Cordon Blue.

## Obras
- 1987, El gran libro de la cocina mexicana
- 1993, Epazote y molcajete
- 2006, El Larousse de la cocina mexicana, (Premio al mejor libro de cocina mexicana, Feria del Libro en Nueva York 2007 y Premio de la Industria Editorial, 2007).[2]